# Picos Cornwall
Los Picos Cornwall (en inglés: Cornwall Peaks) son dos picos de roca notoriso, el cual el más alto alcanza los 960 m s. n. m. y se sitúan en el lado oeste del glaciar König a unos 5 kilómetros al suroeste de la bahía de la Fortuna en Georgia del Sur, en el océano Atlántico Sur, cuya soberanía está en disputa entre el Reino Unido el cual las administra como «Territorio Británico de Ultramar de las islas Georgias del Sur y Sandwich del Sur», y la República Argentina que las integra al Departamento Islas del Atlántico Sur, dentro de la Provincia de Tierra del Fuego, Antártida e Islas del Atlántico Sur.
El nombre de "pico Cornwall" probablemente fue dado por el personal de Investigaciones Discovery durante su encuesta de la bahía de la Fortuna en 1929. Durante la South Georgia Survey de 1951 y 1952, no se identificó este pico. Aunque se informó que los picos juntos forman un punto de referencia visible que requiere un nombre. El nombre de Picos Cornwall fue recomendado para estos picos por el Comité Antártico de Lugares Geográficos del Reino Unido en 1954, y el nombre de "pico Cornwall" (en singular) se ha eliminado.